# جوجی ماتسواوکا
جوجی ماتسواوکا (به ژاپنی: 松岡 錠司، Joji Matsuoka) (زادهٔ ۷ نوامبر ۱۹۶۱) کارگردان اهل ژاپن است.